# 2·28 대구 학생의거

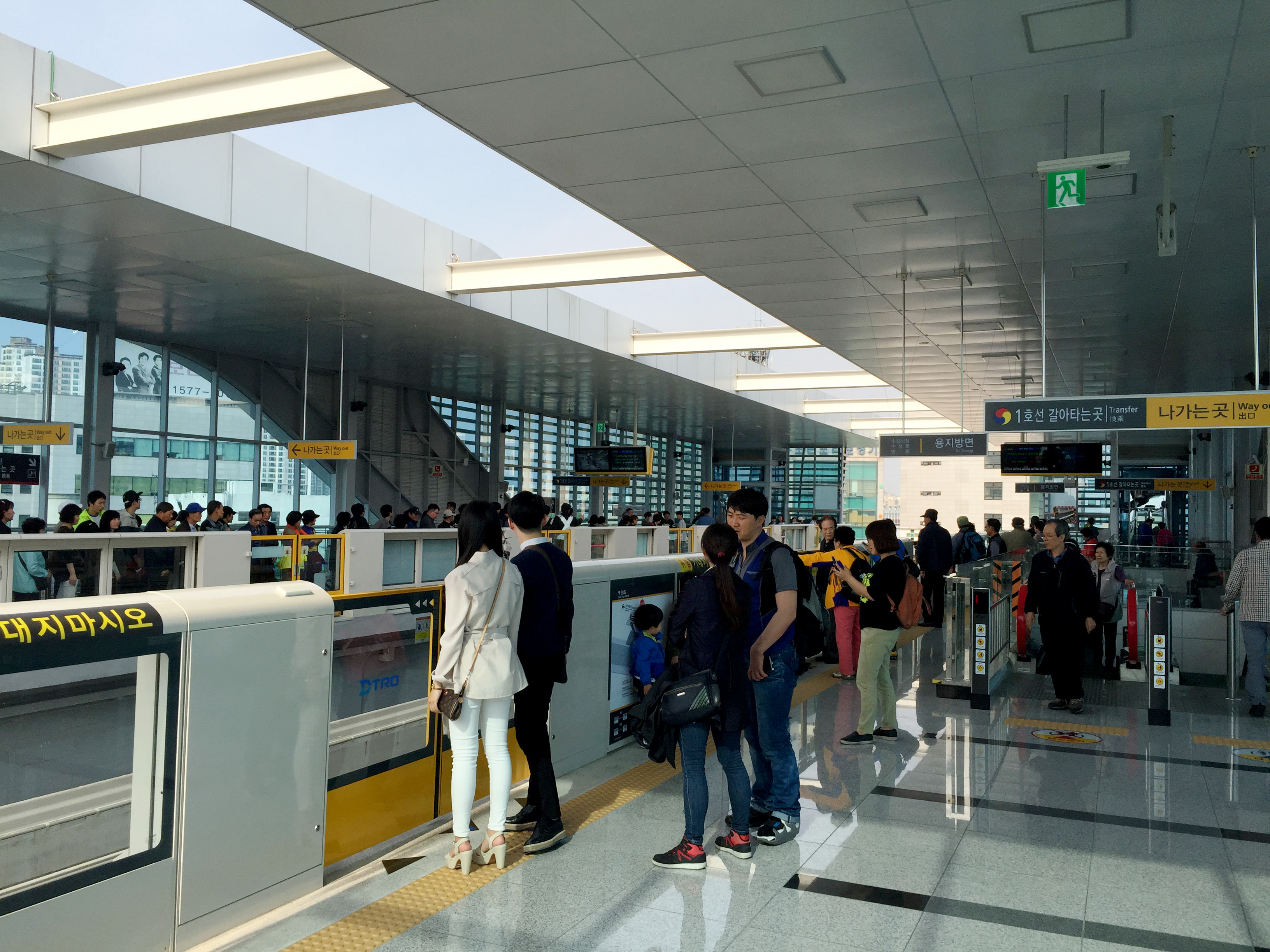
대구 3호선 명덕역(2·28민주운동기념회관역)

2·28 대구 학생의거(二二八大邱學生義擧)는 대구시에서 일어난 학생의거로, 이 의거는 이후 3·15 마산 의거와 4·19 혁명으로 이어졌다.

## 발단
민주당 정.부통령 후보인 장면 박사의 유세일 당일은 일요일이었으나 학생들이 민주당 유세장에 못나가도록 당국이 등교 지시를 내린 것이 2·28 대구 학생의거의 발단이 되었다.

## 사건 개요
경북고등학교는 일요일인 이날 등교 지시를 내린다. 사유는 3월에 있을 중간고사를 앞당겨 친다는 사유였다. 대구 시내에 있던 다른 국공립 고등학교 7개 역시 일요등교를 지시한다. 사유는 토끼 사냥, 영화 관람과 같은 황당한 이유도 있었다.
1960년 2월 27일 오후 대구 동인동 이대우 경북고등학교 학생부 위원장 집에 경북고등학교, 대구고등학교, 경북대학교 사범대학 부설고등학교 학생 8명은 부당한 일요등교 지시에 항의를 하기 위해 시위를 조직했고, '백만 학도여 피가 있거든 우리의 신성한 권리를 위해 서슴지 말고 일어서라'는 결의문도 작성했다. 2월 28일 오후 1시 학생 800여 명이 대구 반월당을 거쳐 경상북도청으로 가는 과정에서 다른 학교 학생들이 합류하며 시위대는 커졌고 도중에 유세장으로 가던 장면 박사를 만났을 땐 '만세'를 부르기도 했다.
1,200여명의 학생이 시위에 참여를 했고 그 중 120여명이 경찰에 체포된다. 하지만 경찰은 시위가 번질 것을 우려해 주동자 일부를 제외하고 대부분 학생을 석방하게 된다.

## 운동 주체
2.28 운동은 고교생들이 주체이고, 계획적 조직 시위의 민족운동 요건을 갖춘 학생 운동이었다. 우리 역사상 1926년 6·10 만세운동, 1929년 광주 학생 항일 운동에 이은 의거로 전후 학생 운동의 효시가 되기도 했다. 특히 4·19 혁명의 도화선이라고 볼 수 있다. 한일 수교 반대와 그 이후 민주화 운동에 큰 영향력을 미쳤다.
- 경북고등학교
- 대구고등학교
- 경북대학교 사범대학 부설고등학교
- 대구상업고등학교 (현 대구상원고등학교)
- 대구농림고등학교 (현 대구농업마이스터고등학교)
- 대구공업고등학교
- 경북여자고등학교
- 대구여자고등학교

## 기념사업
- 1961년 4월 10일 매일신문이 주관하여 대구시민 성금으로 명덕로터리에 2.28대구학생기념탑을 세웠다.
- 1990년 2월 28일 2.28기념탑을 명덕로터리에서 두류공원으로 이전하였다.
- 1999년 2월 28일 문희갑 대구시장은 대구광역시 중구 공평동에 위치한 대구중앙초등학교 부지를 2.28민주의거기념공원으로 조성할 것을 선포하였다.
- 경북고등학교에 2.28기념탑과 작은 조형물이 설치되어 있다.

## 같이 보기
- 3·15 부정선거
- 4·19 혁명